# Frankenstein – Zweikampf der Giganten
Frankenstein – Zweikampf der Giganten (OT: jap. フランケンシュタインの怪獣 サンダ対ガイラ, Furankenshutain no Kaiju Sanda tai Gaira) ist der Titel eines Monsterfilms des japanischen Regisseurs Ishirō Honda. Der Film ist die Fortsetzung von Hondas 1965 entstandenem Film Frankenstein – Der Schrecken mit dem Affengesicht, in dem ein Junge durch Radioaktivität zu einem haushohen Ungetüm mutiert.

## Handlung
Vor der japanischen Küste wird ein Fischerboot von einem grünen, menschenähnlichen Ungeheuer attackiert. Der einzige Überlebende berichtet, dass sein Boot von Frankenstein angegriffen wurde. Dieser galt seit zwei Jahren als tot. Dr. Kitei, der ihn einst aufgezogen hatte, berichtet, dass Frankenstein seinerzeit aus dem Labor ausgebrochen und in den Bergen gestorben sei. Ferner betonen Dr. Kitei und seine Assistentin Akemi, dass ihr Geschöpf immer friedlich gewesen sei und nicht im Wasser leben könne.
Nachdem das Geschöpf an der Küste auftaucht und zwei Fischer in Panik versetzt, finden sich an deren Boot Reste von Monsterhaut. Als das grüne Monster an einem Flughafen auftaucht, stellt sich heraus, dass es empfindlich auf Licht reagiert. Einen weiteren Angriff des Monsters kann das Militär mit Lasergeschützen abwehren; doch taucht plötzlich ein braunes Monster auf, das dem verletzten Grünen hilft. Es stellt sich heraus, dass der Braune Frankenstein ist und in den Bergen lebt.
Nach dem Fund von Hautresten des Grünen in einem Bergsee vermutet Dr. Kitei, dass der Braune sich nach seiner Flucht aus dem Labor in dem See verletzt und Zellgewebe zurückgelassen hat, aus dem sich der Grüne entwickelte. Dr. Kitei warnt das Militär davor, die Ungeheuer zu beschießen, da aus den Hautresten der Wunden viele neue Ungeheuer entstehen könnten.
Kurz hintereinander tauchen der Grüne und der Braune in Tokio auf. Dr. Kitei und Akemi machen sich auf, dem Braunen zu helfen. Während der Suche wird Akemi vom Grünen verletzt. Wenig später taucht der Braune auf und will den Grünen von seiner Zerstörungswut aufhalten. Während ihres Kampfes hinterlassen die beiden in der Innenstadt von Tokio eine Schneise der Zerstörung. Obwohl Dr. Kitei dafür plädiert, abzuwarten, bis der gutmütige Braune den Grünen unschädlich macht, setzt das Militär Panzer sowie, gegen den Grünen, Laserstrahlen ein. Als beide Monster, sich weiterhin bekämpfend, ins Wasser flüchten, bricht ein Vulkan aus. Dr. Kitei und Akemi erfahren bestürzt, dass der Vulkan beide unter sich begraben hat.

## Hintergründe
Der amerikanische Verleih American International Pictures legte Wert darauf, dass in Frankenstein – Zweikampf der Giganten nichts mehr an seinen Vorgänger erinnerte. Die japanischen Tōhō-Studios schafften es aber, diesen Wunsch zu umgehen. So finden sich am Anfang des Films nicht verwendete Aufnahmen mit einem Oktopus, die ursprünglich für Frankenstein – Der Schrecken mit dem Affengesicht vorgesehen waren. Auch Kumi Mizuno spielt wieder mit. Nachdem im Vorgänger Nick Adams den Part des amerikanischen Wissenschaftlers gespielt hatte, wurde diese Rolle hier von Russ Tamblyn übernommen. Ähnlich verhält es sich mit dem japanischen Wissenschaftler im Team (Tadao Takashima im Vorgängerfilm, Kenji Sahara in der Fortsetzung).
Wie beim japanischen Kaiju Eiga üblich, werden die Monster dieses Films im Suitmation-Verfahren in Bewegung gesetzt. So sind der Braune (der im japanischen Original Sanda heißt) und der Grüne (der im japanischen Original Gaila heißt) in Wahrheit Schauspieler in entsprechenden Monsterkostümen.
Frankenstein – Zweikampf der Giganten und sein Vorgänger läuteten den Trend ein, dass im deutschen Titel von japanischen Horrorfilmen ein „Frankenstein“ vorkam, obwohl der jeweilige Film überhaupt nichts mit der Figur des Wissenschaftlers Viktor Frankenstein aus Mary Shelleys gleichnamigen Roman zu tun hatte. „Frankenstein“ wurde durch diese Filme fälschlicherweise ein Synonym für das Monster an sich und nicht für den Wissenschaftler.

## Premieren
Seine Uraufführung erlebte der Film am 31. Juli 1966 in Japan. In der Bundesrepublik Deutschland hatte er seine Premiere am 25. März 1968. In den USA konnte man ihn erstmals am 29. Juli 1970 im Kino sehen.

## Trivia
- Russ Tamblyn wurde bekannt als Riff in Robert Wises Musical-Verfilmung West Side Story (1961)

## Kritiken
Das Lexikon des internationalen Films zog folgendes Fazit: Technisch aufwendiger Monster-Film in gedanklich und inszenatorisch recht schlichter Ausführung. Zu einer ähnlichen Einschätzung gelangte der Evangelische Film-Beobachter: Die „menschlichen“ Darsteller spielen reichlich primitiv, der Regisseur verwendete alle seine Kenntnisse auf die Filmtricks. Ein recht harmloser Horrorspaß.